# Unione Sportiva Lecce 1988-1989
Questa voce raccoglie le informazioni riguardanti l'Unione Sportiva Lecce nelle competizioni ufficiali della stagione 1988-1989.

## Stagione

Francesco Moriero apre le marcature nella partita vinta dal Lecce in casa contro la (2-0) il 9 aprile 1989.

Nella stagione 1988-1989 il Lecce, dopo la promozione dalla Serie B, disputò il campionato di Serie A per la seconda volta e ottenne il migliore piazzamento del Lecce nella massima categoria: la squadra giallorossa, guidata dal tecnico Carlo Mazzone e trainata dagli argentini Juan Alberto Barbas e Pedro Pasculli, gli stessi uomini chiave della prima stagione in Serie A di tre anni prima, raggiunse, infatti, un inaspettato e prestigioso nono posto.
Nella Coppa Italia la squadra salentina disputò, prima del campionato, l'ottavo girone di qualificazione, ottenendo il passaggio alla fase successiva grazie al secondo posto nel raggruppamento. Nella seconda fase disputò il secondo girone, vinto dal Napoli, che si qualificò ai quarti di finale; il Lecce si piazzò al secondo posto nel raggruppamento, davanti a Cesena e Modena.

## Divise e sponsor
Il fornitore di materiale tecnico per la stagione 1988-1989 fu Adidas, mentre lo sponsor di maglia fu Ponti.
| Casa | Casa (2ª versione) | Trasferta |

## Organigramma societario
Area direttiva
- Presidente: Franco Jurlano
- General manager: Domenico Cataldo
- Segretario: Enzo Delli Noci

Area tecnica
- Allenatore: Carlo Mazzone
- Preparatore atletico: Massimo Neri
- Massaggiatore: Raffaele Smargiassi

## Rosa
| N. |                      | Ruolo | Calciatore               |
| -- | -------------------- | ----- | ------------------------ |
|    | Italia (bandiera)    | P     | Giordano Negretti        |
|    | Italia (bandiera)    | P     | Giuliano Terraneo        |
|    | Italia (bandiera)    | D     | Marco Baroni             |
|    | Italia (bandiera)    | D     | Luigi Garzya             |
|    | Italia (bandiera)    | D     | Giuseppe Luceri          |
|    | Italia (bandiera)    | D     | Roberto Miggiano         |
|    | Italia (bandiera)    | D     | Salvatore Antonio Nobile |
|    | Italia (bandiera)    | D     | Ubaldo Righetti          |
|    | Italia (bandiera)    | D     | Rodolfo Vanoli           |
|    | Argentina (bandiera) | C     | Juan Barbas (Capitano)   |

| N. |                      | Ruolo | Calciatore        |
| -- | -------------------- | ----- | ----------------- |
|    | Italia (bandiera)    | C     | Paolo Benedetti   |
|    | Italia (bandiera)    | C     | Antonio Conte     |
|    | Italia (bandiera)    | C     | Giorgio Enzo      |
|    | Italia (bandiera)    | C     | Dario Levanto     |
|    | Italia (bandiera)    | C     | Walter Monaco     |
|    | Italia (bandiera)    | C     | Francesco Moriero |
|    | Italia (bandiera)    | A     | Ricardo Paciocco  |
|    | Italia (bandiera)    | A     | Ezio Panero       |
|    | Argentina (bandiera) | A     | Pedro Pasculli    |
|    | Ungheria (bandiera)  | A     | István Vincze     |

## Risultati

### Serie A

#### Girone di andata
| Arbitro: | Luci (Firenze) |

|                                  |           |              |
| Galderisi 26’ (rig.), 88’ (rig.) | Marcatori | 35’ Pasculli |

| Arbitro: | F. Baldas (Trieste) |

|            |           |  |
| Baroni 10’ | Marcatori |  |

| Arbitro: | Cornieti (Forlì) |

|                |           |              |
| Rizzitelli 69’ | Marcatori | 87’ Pasculli |

| Arbitro: | Felicani (Bologna) |

|              |           |  |
| Miggiano 86’ | Marcatori |  |

| Arbitro: | Coppetelli (Tivoli) |

|                                   |           |                     |
| Colantuono 70’ Albiero 78’ (rig.) | Marcatori | 80’ (rig.) Pasculli |

| Arbitro: | Nicchi (Arezzo) |

|                     |           |                          |
| Pasculli 49’ (rig.) | Marcatori | 16’ Giordano 58’ Benetti |

| Arbitro: | Cornieti (Forlì) |

|                |           |  |
| Rui Barros 12’ | Marcatori |  |

| Arbitro: | Di Cola (Avezzano) |

|                                           |           |  |
| Righetti 11’ (aut.) Van Basten 68’ (rig.) | Marcatori |  |

| Arbitro: | Frigerio (Milano) |

|            |           |  |
| Baroni 60’ | Marcatori |  |

| Arbitro: | Nicchi (Arezzo) |

|                                    |           |  |
| Víctor 54’ Vialli 59’ Pradella 86’ | Marcatori |  |

| Arbitro: | Longhi (Roma) |

|  |           |                               |
|  | Marcatori | 70’ Díaz 78’ Brehme 82’ Berti |

| Arbitro: | Luci (Firenze) |

|            |           |  |
| Vincze 10’ | Marcatori |  |

| Arbitro: | Frigerio (Milano) |

|                   |           |                  |
| Marronaro 5’, 47’ | Marcatori | 71’ P. Benedetti |

| Lecce 22 gennaio 1989 14ª giornata | Lecce              | 0 – 0 | Fiorentina | Stadio Via del Mare (14 839 spett.)\| Arbitro: \| Di Cola (Avezzano) \| |
| Arbitro:                           | Di Cola (Avezzano) |       |            |                                                                         |

| Arbitro: | Quartuccio (Torre Annunziata) |

|                                |           |                                     |
| Leoni 45’ Jozić 56’ Bordin 70’ | Marcatori | 9’ P. Benedetti 35’ (rig.) Pasculli |

| Arbitro: | Lanese (Messina) |

|                       |           |                         |
| Barbas 38’ Garzya 67’ | Marcatori | 83’ (rig.) El. Nicolini |

| Torino 12 febbraio 1989 17ª giornata | Torino           | 0 – 0 | Lecce | Stadio Comunale (22 453 spett.)\| Arbitro: \| D'Elia (Salerno) \| |
| Arbitro:                             | D'Elia (Salerno) |       |       |                                                                   |

#### Girone di ritorno
| Lecce 19 febbraio 1989 18ª giornata | Lecce               | 0 – 0 | Verona | Stadio Via del Mare (18 573 spett.)\| Arbitro: \| Coppetelli (Tivoli) \| |
| Arbitro:                            | Coppetelli (Tivoli) |       |        |                                                                          |

| Arbitro: | Luci (Firenze) |

|                                               |           |  |
| A. Carnevale 3’, 47’ De Napoli 21’ Alemão 66’ | Marcatori |  |

| Lecce 5 marzo 1989 20ª giornata | Lecce             | 0 – 0 | Roma | Stadio Via del Mare (18 465 spett.)\| Arbitro: \| Pairetto (Torino) \| |
| Arbitro:                        | Pairetto (Torino) |       |      |                                                                        |

| Arbitro: | Longhi (Roma) |

|              |           |                |
| Miggiano 13’ | Marcatori | 78’ Incocciati |

| Lecce 19 marzo 1989 22ª giornata | Lecce               | 0 – 0 | Como | Stadio Via del Mare (15 256 spett.)\| Arbitro: \| Lo Bello (Siracusa) \| |
| Arbitro:                         | Lo Bello (Siracusa) |       |      |                                                                          |

| Arbitro: | Lanese (Messina) |

|                     |           |            |
| Giordano 37’ (rig.) | Marcatori | 9’ Moriero |

| Arbitro: | D'Elia (Salerno) |

|                                 |           |  |
| Moriero 54’ Pasculli 65’ (rig.) | Marcatori |  |

| Arbitro: | Pezzella (Frattamaggiore) |

|                 |           |            |
| P. Benedetti 5’ | Marcatori | 26’ Virdis |

| Roma 30 aprile 1989 26ª giornata | Lazio            | 0 – 0 | Lecce | Stadio Olimpico (28 620 spett.)\| Arbitro: \| D'Elia (Salerno) \| |
| Arbitro:                         | D'Elia (Salerno) |       |       |                                                                   |

| Arbitro: | Coppetelli (Tivoli) |

|            |           |  |
| Vanoli 57’ | Marcatori |  |

| Arbitro: | Sguizzato (Verona) |

|                     |           |  |
| Díaz 23’ Serena 33’ | Marcatori |  |

| Arbitro: | Pezzella (Frattamaggiore) |

|                 |           |              |
| Tita 28’ (rig.) | Marcatori | 18’ Paciocco |

| Arbitro: | Longhi (Roma) |

|              |           |               |
| Pasculli 30’ | Marcatori | 90’ De Marchi |

| Arbitro: | Magni (Bergamo) |

|               |           |            |
| E. Cucchi 36’ | Marcatori | 27’ Barbas |

| Lecce 11 giugno 1989 32ª giornata | Lecce             | 0 – 0 | Cesena | Stadio Via del Mare (17 033 spett.)\| Arbitro: \| Pairetto (Torino) \| |
| Arbitro:                          | Pairetto (Torino) |       |        |                                                                        |

| Bergamo 18 giugno 1989 33ª giornata | Atalanta         | 0 – 0 | Lecce | Stadio Comunale (19 736 spett.)\| Arbitro: \| Cornieti (Forlì) \| |
| Arbitro:                            | Cornieti (Forlì) |       |       |                                                                   |

| Arbitro: | Magni (Bergamo) |

|                                          |           |           |
| P. Benedetti 32’ Barbas 61’ Paciocco 74’ | Marcatori | 66’ Fuser |

### Coppa Italia

#### Prima fase 8º girone
| Arbitro: | Di Cola (Avezzano) |

|              |           |              |
| Simonini 61’ | Marcatori | 48’ Paciocco |

| Arbitro: | Dal Forno (Ivrea) |

|              |           |  |
| Sorbello 36’ | Marcatori |  |

| Lecce 28 agosto 1988 3ª giornata | Lecce           | 0 – 0 | Sampdoria | Stadio Via del Mare\| Arbitro: \| Magni (Bergamo) \| |
| Arbitro:                         | Magni (Bergamo) |       |           |                                                      |

| Arbitro: | Acri (Novi Ligure) |

|  |           |             |
|  | Marcatori | 25’ Moriero |

| Arbitro: | Coppetelli (Tivoli) |

|            |           |  |
| Panero 12’ | Marcatori |  |

#### Seconda fase 2º girone
| Arbitro: | Longhi (Roma) |

|              |           |              |
| Paciocco 29’ | Marcatori | 42’ Maradona |

| Arbitro: | Satariano (Palermo) |

|                                    |           |                    |
| Paciocco 10’ Pasculli 32’ Enzo 85’ | Marcatori | 23’ (rig.) Bonaldi |

| Arbitro: | Agnolin (Bassano del Grappa) |

|           |           |              |
| Leoni 38’ | Marcatori | 73’ Pasculli |

## Statistiche

### Statistiche di squadra
| Competizione | Punti | In casa | In casa | In casa | In casa | In casa | In casa | In trasferta | In trasferta | In trasferta | In trasferta | In trasferta | In trasferta | Totale | Totale | Totale | Totale | Totale | Totale | DR  |
| Competizione | Punti | G       | V       | N       | P       | Gf      | Gs      | G            | V            | N            | P            | Gf           | Gs           | G      | V      | N      | P      | Gf     | Gs     | DR  |
| ------------ | ----- | ------- | ------- | ------- | ------- | ------- | ------- | ------------ | ------------ | ------------ | ------------ | ------------ | ------------ | ------ | ------ | ------ | ------ | ------ | ------ | --- |
| Serie A      | 31    | 17      | 8       | 7       | 2       | 15      | 9       | 17           | 0            | 8            | 9            | 10           | 26           | 34     | 8      | 15     | 11     | 25     | 35     | -10 |
| Coppa Italia |       | 4       | 2       | 2       | 0       | 5       | 2       | 4            | 1            | 2            | 1            | 3            | 3            | 8      | 3      | 4      | 1      | 8      | 5      | +3  |
| Totale       |       | 21      | 10      | 9       | 2       | 20      | 11      | 21           | 1            | 10           | 10           | 13           | 29           | 42     | 11     | 19     | 12     | 33     | 40     | -7  |

### Statistiche dei giocatori[6]
| Giocatore    | Serie A  | Serie A | Serie A     | Serie A    | Coppa Italia | Coppa Italia | Coppa Italia | Coppa Italia | Totale   | Totale | Totale      | Totale     |
| Giocatore    | Presenze | Reti    | Ammonizioni | Espulsioni | Presenze     | Reti         | Ammonizioni  | Espulsioni   | Presenze | Reti   | Ammonizioni | Espulsioni |
| ------------ | -------- | ------- | ----------- | ---------- | ------------ | ------------ | ------------ | ------------ | -------- | ------ | ----------- | ---------- |
| J. Barbas    | 33       | 3       | ?           | ?          | 8            | 0            | ?            | ?            | 41       | 3      | ?           | ?          |
| M. Baroni    | 33       | 2       | ?           | ?          | 8            | 0            | ?            | ?            | 41       | 2      | ?           | ?          |
| P. Benedetti | 25       | 4       | ?           | ?          | 7            | 0            | ?            | ?            | 32       | 4      | ?           | ?          |
| A. Conte     | 19       | 0       | ?           | ?          | 2            | 0            | ?            | ?            | 21       | 0      | ?           | ?          |
| G. Enzo      | 22       | 0       | ?           | ?          | 8            | 1            | ?            | ?            | 30       | 1      | ?           | ?          |
| L. Garzya    | 21       | 1       | ?           | ?          | 4            | 0            | ?            | ?            | 25       | 1      | ?           | ?          |
| D. Levanto   | 20       | 0       | ?           | ?          | 8            | 0            | ?            | ?            | 28       | 0      | ?           | ?          |
| G. Luceri    | 1        | 0       | ?           | ?          | -            | -            | -            | -            | 1        | 0      | 0+          | 0+         |
| R. Miggiano  | 26       | 2       | ?           | ?          | 6            | 0            | ?            | ?            | 32       | 2      | ?           | ?          |
| W. Monaco    | 11       | 0       | ?           | ?          | -            | -            | -            | -            | 11       | 0      | 0+          | 0+         |
| A. Nobile    | 26       | 0       | ?           | ?          | -            | -            | -            | -            | 26       | 0      | 0+          | 0+         |
| R. Paciocco  | 26       | 2       | ?           | ?          | 8            | 3            | ?            | ?            | 34       | 5      | ?           | ?          |
| E. Panero    | 2        | 0       | ?           | ?          | 8            | 1            | ?            | ?            | 10       | 1      | ?           | ?          |
| P. Pasculli  | 30       | 7       | ?           | ?          | 8            | 2            | ?            | ?            | 38       | 9      | ?           | ?          |
| U. Righetti  | 27       | 0       | ?           | ?          | 8            | 0            | ?            | ?            | 35       | 0      | ?           | ?          |
| G. Terraneo  | 34       | -35     | ?           | ?          | 8            | -5           | ?            | ?            | 42       | -40    | ?           | ?          |
| R. Vanoli    | 30       | 1       | ?           | ?          | 8            | 0            | ?            | ?            | 38       | 1      | ?           | ?          |
| I. Vincze    | 17       | 1       | ?           | ?          | -            | -            | -            | -            | 17       | 1      | 0+          | 0+         |